# 川上線

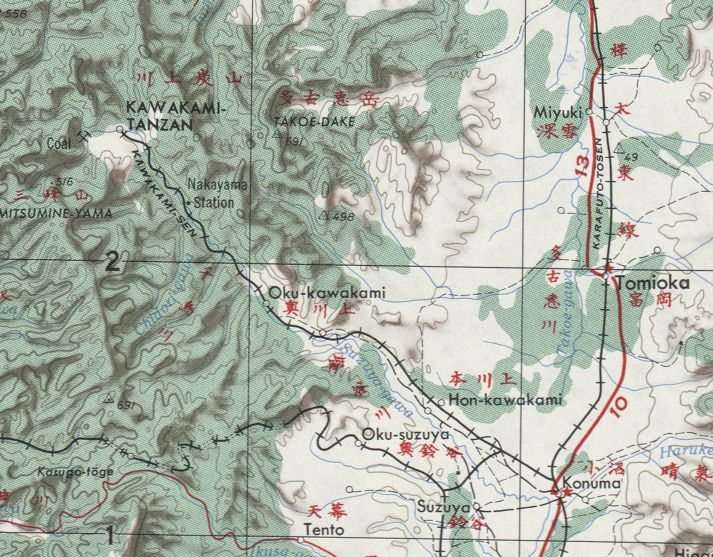
1947年時点の地図

川上線（かわかみせん）とは、樺太豊栄郡豊北村の小沼駅から同郡川上村の川上炭山駅までを結んでいた鉄道省の鉄道路線である。

## 路線データ
- 路線距離：21.9 km
- 軌間：1,067 mm
- 電化区間：なし（全線非電化）

## 歴史
- 1914年（大正3年）4月10日 - 樺太庁鉄道川上線小沼駅 - 奥川上駅間開通。川上駅・奥川上駅新設。
- 同日 - 三井鉱山株式会社の石炭専用鉄道が、奥川上駅 - 川上炭山間を軌間 610 mm で開業。
- 1922年（大正11年）10月1日 - 樺太庁鉄道が奥川上駅 - 川上炭山駅間を無償借上げ（同日までに、三井鉱山が同区間を軌間1,067mmに改築）。新規開業区間に中山駅・川上炭山駅新設。既設区間に川上温泉駅新設。
- 1925年（大正14年）2月4日 - 奥川上駅 - 川上炭山駅間が、樺太庁鉄道に寄付される。
- 1941年（昭和16年）4月1日 - 川上駅を本川上駅に、川上温泉駅を丸山駅に改称。
- 1943年（昭和18年）4月1日 - 樺太の内地編入にともない、樺太庁から鉄道省に移管[1]。
- 1945年（昭和20年）
  - 7月15日 - 豊真線（新線）との分岐点に、西小沼信号場新設（小沼駅 - 西小沼信号場間は、豊真線と線路を共用）。
  - 8月 - ソ連軍の南樺太侵攻・占領により、ソ連軍により接収。
- 1946年（昭和21年）
  - 2月1日 - 日本の国有鉄道の鉄道路線としては、書類上廃止（3月22日に日付を遡及する形で実施）[2]。
  - 4月1日 - ソ連国鉄に編入。

その後統治するロシアは、この路線を補修しながらそのまま利用していたが、	1997年に旅客輸送、2004年に貨物輸送を廃止した。

## 駅一覧
| 駅名         | 営業キロ | 接続路線                 | 所在地 | 所在地 | 所在地 |
| ------------ | -------- | ------------------------ | ------ | ------ | ------ |
| 小沼駅       | 0.0      | 鉄道省：樺太東線・豊真線 | 樺太   | 豊栄郡 | 豊北村 |
| 西小沼信号場 | 2.6      | 豊真線との施設上の分岐点 | 樺太   | 豊栄郡 | 豊北村 |
| 本川上駅     | 5.6      |                          | 樺太   | 豊栄郡 | 豊北村 |
| 丸山駅       | 10.9     |                          | 樺太   | 豊栄郡 | 豊北村 |
| 奥川上駅     | 13.1     |                          | 樺太   | 豊栄郡 | 豊北村 |
| 中山駅       | 17.2     |                          | 樺太   | 豊栄郡 | 川上村 |
| 川上炭山駅   | 21.9     |                          | 樺太   | 豊栄郡 | 川上村 |